# Jordi Xuclà i Costa
Jordi Xuclà i Costa (Olot, 13 de maig de 1973) és un advocat i polític català, senador en la VII legislatura i diputat al Congrés dels Diputats en la VIII, IX, X, XI i XII legislatures. Actualment és consultor i professor de relacions internacionals.

## Biografia
Llicenciat en dret, advocat i consultor en relacions internacionals, va ser professor associat en Dret Administratiu a la Universitat de Girona i actualment és consultor i professor de relacions internacionals a Blanquerna - Universitat Ramon Llull.
Militant de CDC des de 1989, ha estat secretari general i president de la Joventut Nacionalista de Catalunya del 1998 al 2000 i president fins al 2002. De 1998 a 2000 ha estat cap de Relacions Institucionals del Departament de Medi Ambient de la Generalitat de Catalunya sota els consellers Joan Ignasi Puigdollers i Noblom i Felip Puig i Godes. Ha estat membre de l'International Visitors Program del govern estatunidenc i és president del patronat de la Fundació Llibertat i Democràcia i vicepresident de la Internacional Liberal.
A les eleccions generals espanyoles de 2000 fou escollit senador per la circumscripció de Girona per CiU. Ha estat elegit diputat al Congrés dels Diputats per la mateixa circumscripció a les eleccions generals espanyoles de 2004, 2008, 2011, 2015 i 2016. Ha estat secretari de la Comissió de Peticions (2004-2008), portaveu de la Comissió de Defensa (2008-2011) i de la Comissió d'Afers exteriors (2004-2019) i de la Comissió de Defensa (2008-2011).
Membre de la Delegació espanyola a l'Assemblea Parlamentària del Consell d'Europa (sigles en anglès: PACE). Tanmateix, va ser privat d'alguns dels seus drets com a membre de PACE des del 16 de maig de 2018 al 16 de maig de 2020. Concretament, l'informe de l'òrgan d'investigació es referia al fet que "els investigadors van considerar que va escriure l'esborrany de la declaració preliminar de la missió de control en circumstàncies sospitoses, reforçant els dubtes sobre la possible influència exterior que hauria pogut rebre" en les eleccions parlamentàries de 2015 a l'Azerbaidjan.
Va ser president del grup liberal ALDE PACE de 2014 a 2017 i membre del Comitè d'Elecció de Jutges de la Cort Europea de Drets Humans (2013-2019).